# Abarema macradenia
Abarema macradenia là một loài thực vật có hoa trong họ Đậu.